# Марковка (Николаевская область)
Ма́рковка (укр. Марківка) — село в Березанском районе Николаевской области Украины.
Население по переписи 2001 года составляло 171 человек. Почтовый индекс — 57410. Телефонный код — 5153.

## Местный совет
57400, Николаевская обл., Березанский р-н, пгт Березанка, ул. Центральная, 86